# Гаврилюк, Анна Анатольевна
Анна Анатольевна Гаврилюк (родилась 2 марта 1991 года) — российская регбистка, известная по выступлениям за клуб «ВВА-Подмосковье». Чемпионка Европы по регби-7 2017, 2018 и 2019 годов, мастер спорта России.

## Биография
В детстве мечтала стать стюардессой или ландшафтным дизайнером. В регби пришла в 2012 году на последнем курсе Волгоградского государственного студента, будучи студенткой экономического факультета. Выступала сначала в любительском волгоградском клубе, позже перешла в подмосковный РГУТИС. В составе клуба к 2016 году выиграла трижды чемпионат России и четырежды кубок России, хотя в 2015 году сенсационно не попала в призёры.
Благодаря выступлению в подмосковном клубе попала в сборную по регби-7. В составе российской сборной по регби-15 — бронзовый призёр чемпионатов Европы 2014 и 2016 годов. Чемпионка Европы 2017, 2018 и 2019 годов в составе сборной России по регби-7, участница чемпионата мира 2018 года. Обладательница Чаши на этапе Мировой серии 2015/2016 во Франции. В 2022 году объявила о завершении карьеры в сборной России.
Хобби — кулинария. Из увлечений —  походы в театры. Кумир — Наталья Орейро. Снималась для календаря одного глянцевого журнала[уточнить].